# Рейгън (окръг, Тексас)
Окръг Рейгън (на английски: Reagan County) е окръг в щата Тексас, Съединени американски щати. Площта му е 3046 km², а населението - 3326 души (2000). Административен център е град Биг Лейк.